# Hannoverscher Staatsrat

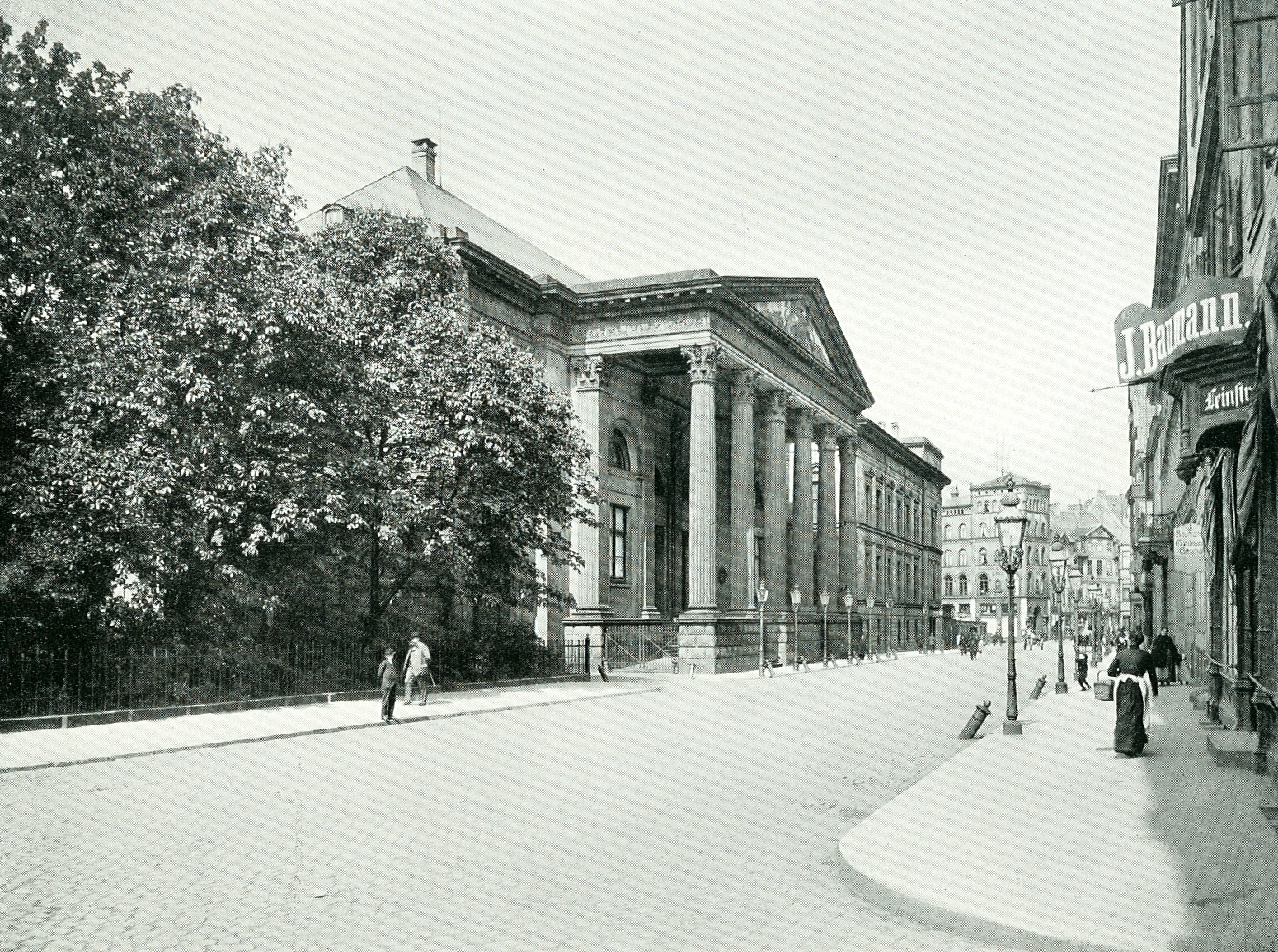
Das Leineschloss in Hannover,
Sitz des Hannoverschen Staatsrats

Der Staatsrat war ein Verfassungsorgan des Königreichs Hannover.
Der Staatsrat wurde 1839 unter König Ernst August von Hannover geschaffen und bestand bis zur Annexion Hannovers durch Preußen 1866. Bei der Schaffung des Hannoverschen Staatsrates stand der Preußische Staatsrat Pate. Erster Präsident von 1839 bis 1848 war der Generalmajor Bernhard zu Solms-Braunfels, ein Stiefneffe des Königs. 1848 wurde der Präsident des Gesamtministeriums (Ministerpräsident) Alexander Levin von Bennigsen sein Nachfolger. 1849 wurde diese Ämterhäufung in § 6 der Verordnung über den Staatsrat verankert, so dass fortan der jeweilige Regierungschef des Königreichs zugleich auch Vorsitzender des Hannoverschen Staatsrates war. Hinsichtlich der einzelnen Kabinette von 1848 bis 1856 siehe den Hauptartikel Minister des Königreichs Hannover. Ab 1856 wurde diese Ämterhäufung wieder aufgehoben und der jeweilige Präsident des Staatsrates wieder vom König ernannt. Von 1856 bis 1865 stand der Staatsminister a. D. Johann Caspar von der Wisch dem Staatsrat vor. Letzter Präsident des Staatsrates war bis 1866 Minister Wilhelm von Borries. Neben dem Präsidenten und dem Generalsekretär gehörten dem Staatsrat die weiteren Minister und auch Spitzenbeamte der Landesverwaltung als ordentliche Mitglieder an. Daneben ernannte der König verdiente Persönlichkeiten des Königreichs zu außerordentlichen Mitgliedern des Staatsrates.

## Mitglieder
- Kategorie:Hannoverscher Staatsrat
- Hannoverscher Staatsrat 1865